# Bring the Noise (programma televisivo)
Bring the Noise è stato un programma televisivo italiano, tratto dall'omonimo game show musicale britannico di Sky 1, trasmesso in prima serata dal 28 settembre 2016 al 6 giugno 2017 su Italia 1 condotto da Alvin.
La sigla della prima edizione del programma è una cover della canzone Can't Stop the Feeling! di Justin Timberlake interpretata dai KuTso (presenti in studio) in cui il presentatore Alvin imita in playback il videoclip della canzone ad ogni inizio puntata mostrando gli ospiti della serata, mentre nella seconda edizione la sigla è una cover della canzone Shape of You di Ed Sheeran.
Gli autori della prima edizione sono stati: Max Novaresi, Giona Peduzzi, Ennio Meloni, Federico Giunta, Alessandra Guerra, Federico Modugno.
Gli autori della seconda edizione sono: Max Novaresi, Giona Peduzzi, Alessandra Guerra, Federico Modugno, Matteo Bracaloni, Federico Lampredi.
Il programma doveva tornare in onda con la terza edizione a settembre 2020, come annunciato ad aprile dello stesso anno dal conduttore Alvin sui social ma non ebbe seguito.
Nel 2020 va in onda su TV8 un remake del programma chiamato Name That Tune - Indovina la canzone inizialmente condotto da Enrico Papi, versione italiana dell'omonimo programma britannico.

## Format
In ogni puntata, due squadre composte da 4 personaggi famosi (cantanti, attori, comici, protagonisti della tv e del mondo del web) di cui un capitano per ogni squadra, prendono parte a vari giochi di carattere musicale.
Il programma si avvale anche dell'orchestra dal vivo diretta dai KuTso e dal maestro Adriano Pennino.

## Edizioni
| Edizione | Inizio            | Fine            | Puntate | Presentatore | Studio                        |
| -------- | ----------------- | --------------- | ------- | ------------ | ----------------------------- |
| 1        | 28 settembre 2016 | 2 novembre 2016 | 6       | Alvin        | Centro Titanus Elios, di Roma |
| 2        | 11 maggio 2017    | 6 giugno 2017   | 5       | Alvin        | Studio 5, di Cinecittà        |

## Puntate e ascolti

### Prima edizione (2016)
| Puntata | Messa in onda     | Ascolti        | Ascolti | Concorrenti                                                     | Concorrenti                                                             | Ospiti                                                                  |
| Puntata | Messa in onda     | Telespettatori | Share   | Squadra vincitrice                                              | Squadra perdente                                                        | Ospiti                                                                  |
| ------- | ----------------- | -------------- | ------- | --------------------------------------------------------------- | ----------------------------------------------------------------------- | ----------------------------------------------------------------------- |
| 1       | 28 settembre 2016 | 1 442 000      | 6,9%    | Paola Barale, Jake La Furia, Katia Follesa, Francesco Cicchella | Francesco Facchinetti, Mercédesz Henger, Andrea Pucci, Fabio Rovazzi    | Giulio Berruti, Il Genio                                                |
| 2       | 5 ottobre 2016    | 1 307 000      | 6,1%    | Paola Caruso, Giovanni Vernia, Moreno, Francesco Facchinetti    | Anna Tatangelo, Massimo Bagnato, Iago García, Katia Follesa             | Costantino Vitagliano, Valeria Rossi                                    |
| 3       | 12 ottobre 2016   | 1 288 000      | 6,0%    | Alessio Bernabei, Le Donatella, Giovanni Vernia                 | Giò Sada, Katia Follesa, Juliana Moreira, Pierluigi Pardo               | Gianluca Impastato, Pamela Petrarolo, Eleonora Cecere, Angela Di Cosimo |
| 4       | 19 ottobre 2016   | 1 330 000      | 6,2%    | Angelo Pintus, Katia Follesa, Fabio Basile, Paola Barale        | Gianluca Fubelli, Syria, Guillermo Mariotto, Andrew Howe                | Pamela Prati, Melita Toniolo, Luca Dirisio                              |
| 5       | 26 ottobre 2016   | 1 180 000      | 5,2%    | Melissa Satta, Moreno, Katia Follesa, Gianluca Fubelli          | Francesco Facchinetti, Giulio Berruti, Debora Villa, Jonathan Kashanian | Francesca Cipriani, Francesco Monte, Il Pagante                         |
| 6       | 2 novembre 2016   | 1 289 000      | 6,5%    | Annalisa, Biagio Izzo, Elisa Di Francisca, Pierluigi Pardo      | Andrea Pucci, Jake La Furia, Katia Follesa, Naike Rivelli               | Antonella Mosetti, Asia Nuccetelli, Gordon, Paola Caruso                |
| Media   | Media             | 1 306 000      | 6,1%    |                                                                 |                                                                         |                                                                         |

### Seconda edizione (2017)
| Puntata | Messa in onda  | Ascolti        | Ascolti | Concorrenti                                                        | Concorrenti                                                         | Ospiti           |
| Puntata | Messa in onda  | Telespettatori | Share   | Squadra vincitrice                                                 | Squadra perdente                                                    | Ospiti           |
| ------- | -------------- | -------------- | ------- | ------------------------------------------------------------------ | ------------------------------------------------------------------- | ---------------- |
| 1       | 11 maggio 2017 | 1 408 000      | 6,78%   | Mara Maionchi, Alessia Macari, Gianluca Fubelli, Luigi Mastrangelo | Rocco Siffredi, Katia Follesa, Michele Bravi, Giorgio Mastrota      | Alessia Marcuzzi |
| 2       | 16 maggio 2017 | 1 257 000      | 5,80%   | Valeria Marini, Katia Follesa, Moreno Morello, Jake La Furia       | Jimmy Ghione, Andrea Pucci, Stefano Bettarini, Laura Cremaschi      | Rudy Zerbi       |
| 3       | 23 maggio 2017 | 1 216 000      | 6,20%   | Cristiano Malgioglio, Valeria Graci, Corti&Onnis Giulia De Lellis  | Katia Follesa, Massimo Ceccherini, Andrea Diamante, Jake La Furia   | Claudia Ruggeri  |
| 4       | 30 maggio 2017 | 1 143 000      | 5,90%   | Samantha De Grenet, Moreno, Alessia Macari, Andrea Pucci           | Claudio Lippi, Katia Follesa, Amaurys Perez, Federica Nargi         | -                |
| 5       | 6 giugno 2017  | 1 035 000      | 5,30%   | Elenoire Casalegno, Gianluca Fubelli, Eva Grimaldi, Corti&Onnis    | Michele Bravi, Lory Del Santo, Katia Follesa, Francesco Facchinetti | Marco Carta      |
| Media   | Media          | 1 211 000      | 5,99%   |                                                                    |                                                                     |                  |

## I giochi
- Ritorna al ritornello: In questo gioco, le due squadre, dopo aver indossato delle cuffie con della musica ad alto volume e degli occhiali oscurati, devono cantare il ritornello di una canzone, contando un certo numero di secondi dati dal conduttore. Il componente della squadra, che si avvicina di più al ritmo della canzone, vince e farà guadagnare un punto alla sua squadra.
- Rewind: in questo gioco, un componente della squadra deve far indovinare il titolo invertito di una canzone, ai suoi compagni, ascoltandola e scrivendola su una lavagnetta. Se il componente della squadra, è sicuro, può decidere di inciderla, dopodiché verrà registrata al contrario e i compagni devono cercare di indovinare il titolo della canzone. Se la risposta sarà corretta, la squadra guadagnerà un punto, altrimenti, in caso di parità tra le due squadre verrà assegnato un punto a testa.
- Replay-back: nel corso della puntata, quattro concorrenti di cui due per squadra, dovranno cimentarsi in delle coreografie tratte da alcuni videoclip di canzoni famose seguendo lo stesso labiale dell'interprete originale. Alla fine della puntata, il concorrente che avrà interpretato meglio la coreografia secondo il conduttore darà un punto alla sua squadra.
- Roulette musicale: in questo gioco, due vip per squadra, devono mettersi in quattro angoli di un ledwall, poi, al giro della roulette inizierà una canzone che quando si ferma la roulette il prescelto dovrà continuare a cantare. Se il giocatore, sbaglia a cantare verrà eliminato e vincerà il punto il componente della squadra che sarà rimasto superstite.
- Gioco Jolly: in questa manche, due componenti per squadra, dovranno mimare dei titoli di canzoni in 60 secondi, e farli indovinare ad un ospite che se sbaglia o non sa rispondere può passare. La squadra che avrà fatto indovinare il maggior numero di canzoni, guadagnerà un punto.
- La ghigliottina musicale/Nessun grado di separazione: in questo gioco, le due squadre devono capire un elemento che accomuna cinque personaggi o cinque canzoni del mondo della musica in 30 secondi. La squadra che avrà indovinato la risposta, guadagna un punto.
- La canzone mono-tona: in questo gioco, le due squadre devono indovinare il titolo di alcune canzoni con il testo letto da una voce sintetica di nome Wanda tipica dei navigatori satellitari, prenotandosi al pulsante. La squadra che avrà indovinato prima di tutte le tre canzoni, guadagna un punto.
- Acquappella: in questa manche, due componenti di cui uno per squadra devono cantare una canzone con la faccia immersa in una bacinella piena d'acqua e farne indovinare il titolo ai compagni. In caso di parità, la squadra che si prenoterà per prima al pulsante dando la risposta esatta, mentre il compagno canta insieme all'avversario la canzone nell'acqua contemporaneamente, guadagnerà un punto.
- La canzone strappalacrime: in questo gioco, un componente della squadra avversaria, e viceversa, deve cantare una canzone malinconica e cercare di far ridere tutti e quattro i membri della squadra. Il componente che avrà fatto ridere il maggior numero di persone guadagna un punto, altrimenti, in caso di parità, verrà assegnato un punto ad entrambe le squadre.
- Canta e conta: in questo gioco, dopo aver ascoltato un medley di canzoni contenenti un numero interpretate dall'orchestra in studio, tutte e due le squadre dovranno fare la somma dei numeri cantati in 30 secondi. La squadra che avrà scritto il numero esatto o che si è avvicinata di più guadagnerà un punto, altrimenti, in caso di ex aequo verrà assegnato un punto a testa.
- The sound of silence: in questo gioco, un componente di ciascuna squadra, deve cantare a squarciagola dentro una cabina insonorizzata cinque canzoni con la possibilità di passare, facendo indovinare ai compagni in 60 secondi titolo ed interprete. La squadra che avrà indovinato il maggior numero di canzoni vince un punto, altrimenti, in caso di parità, verrà assegnato un punto a ciascuna.
- Back to the future: in questo gioco, due componenti per squadra, devono rispondere a delle domande che hanno a che fare con un certo argomento dicendo se è vero o falso. Il concorrente della squadra che avrà dato il maggior numero di risposte esatte, farà guadagnare un punto alla stessa.
- Mmm song: in questo gioco, partecipano due componenti per squadra che devono cantare a bocca chiusa emettendo un suono nasale alcune canzoni in 60 secondi, facendo rispondere l'avversario che deve dare il titolo esatto della canzone con la possibilità di passare. Il concorrente che avrà dato più risposte esatte farà guadagnare un punto alla sua squadra, altrimenti, in caso di parità, verrà assegnato un punto ciascuno.
- We are the words: in questo gioco, due vip per squadra, devono spiegare il significato di alcune parole di una canzone in linguaggio slang giovanile, dove, il concorrente che avrà indovinato il significato di più parole farà guadagnare un punto alla sua squadra.
- A 78 giri: in questo gioco, le squadre, prenotandosi al pulsante devono indovinare il titolo di brani musicali famosi velocizzati con un grammofono a 78 giri. Vince il punto, la squadra che avrà indovinato più canzoni.
- Il gioco delle sigle: in questo gioco, le squadre prenotandosi al pulsante devono indovinare il programma televisivo al quale è associata la sigla. La squadra che avrà indovinato tre sigle si aggiudica il punto.
- Canta parola: in questo gioco, due vip per squadra devono cantare delle canzoni in 60 secondi contenenti la parola data e se non sono in grado di rispondere possono passare. La squadra che ha indovinato più canzoni vince il punto.
- Tieni il tempo: in questo gioco, due vip per squadra devono salire su un tapis roulant e cantare una canzone alla velocità dell'attrezzo in 90 secondi, dove chi al termine del tempo avrà percorso più chilometri vincerà un punto.
- Passo a due: in questo gioco, due coppie di vip dovevano ballare una canzone in 30 secondi, contemporaneamente, indossando una felpa che li legava entrambi. Al termine della prova, la coppia che secondo il conduttore ha interpretato meglio la coreografia vincerà un punto.
- Cambio genere: in questa manche finale, tutte e due le squadre devono cantare una canzone arrangiandola poi in vari generi musicali che vengono proposti (salsa, reggae, rock, ska, musica da massaggi, ecc.). Al termine della prova, la squadra che ha recitato meglio la performance secondo il conduttore, vincerà la puntata.

A partire dalla seconda edizione, sono stati introdotti nuovi giochi:
- Gira la Sedia: In questo gioco, partecipano due VIP per squadra, di cui uno seduto su una sedia girevole e l'altro in piedi a girare la sedia del compagno. Il VIP in piedi deve girare per cinque volte la sedia del compagno, il quale al semaforo verde deve correre verso il pulsante e indovinare il titolo della canzone. Al termine della prova, la squadra che ha indovinato più titoli vince il punto.
- Balli gonfiati: In questa prova, due VIP per squadra, devono ballare in coppia dopo aver indossato delle tute ingrassanti delle canzoni e i membri della propria squadra dopo aver indossato delle cuffie con della musica ad alto volume, devono indovinare i titoli delle canzoni che stanno ballando i compagni in 90 secondi. Al termine della prova, la squadra che ha indovinato più canzoni, vince il punto.
- Sparapalle: In questo gioco, le due squadre VIP, devono lanciare delle biglie sulla tuta dell'avversario che nel frattempo canta una canzone. Al termine della prova, il VIP che ha meno biglie attaccate alla tuta, farà vincere il punto alla propria squadra.
- La La Band: In questo gioco, le due squadre devono indovinare la canzone cui è tratta la musica di una determinata canzone ed il testo di una canzone diversa cantata dalla band in studio. La squadra che ha indovinato due titoli vince il punto.
- Fammi il verso: In questo gioco, un VIP per squadra deve pescare una busta da una boule e deve cantare delle canzoni seguendo il verso del bigliettino pescato (coro da stadio, gallo, ecc.) facendo indovinare l'avversario in 60 secondi. Al termine della prova, chi avrà indovinato più canzoni farà vincere il punto alla propria squadra.
- VIP SI/VIP NO: In questa prova, le due squadre VIP devono prenotarsi al pulsante, e rispondere SI o NO su domande che hanno a che fare con un determinato personaggio. Al termine della prova, chi avrà indovinato più risposte, vincerà il punto.
- Canzoni disturbate: In questa prova, le due squadre VIP devono prenotarsi al pulsante, ed indovinare il titolo di una canzone cantata da un ospite in un video disturbato. Al termine della prova, chi avrà indovinato più titoli, vincerà il punto.
- Musica multilingue: In questo gioco, un ospite straniero canta una canzone italiana nella sua lingua madre e le squadre devono indovinare in che lingua ha cantato l'ospite scrivendolo su una lavagnetta. Al termine della prova, la squadra che ha indovinato più lingue vince il punto.
- Indovina chi: In questo gioco, partecipano due VIP per squadra, di cui uno deve indovinare in 60 secondi chi sono i personaggi legati al mondo della musica descritti dal compagno con la possibilità di passare senza utilizzare titoli di sue canzoni, pseudonimi o nomi. Al termine del gioco, chi avrà indovinato più personaggi vincerà il punto.
- Disco Inferno: In questa prova finale, le due squadre VIP devono salire su un disco rotante che col passare dei secondi aumenta la propria velocità e cantare contemporaneamente una canzone rimanendo in equilibrio. Dopo che saranno caduti tutti i membri della squadra, il gioco si ferma e la squadra che è rimasta più a lungo sul disco vincerà cinque punti. In caso di parità, nel punteggio finale, un VIP per squadra andrà allo spareggio e vincerà chi rimarrà in piedi più a lungo sopra il disco.

## Audience
| Edizione | Rete televisiva | Anno | Stagione  | Programmazione | Programmazione | Programmazione | Programmazione | Programmazione | Programmazione | Programmazione | Collocazione | Telespettatori | Share | Première       | Première | Finale         | Finale |
| Edizione | Rete televisiva | Anno | Stagione  | L              | M              | M              | G              | V              | S              | D              | Collocazione | Telespettatori | Share | Telespettatori | Share    | Telespettatori | Share  |
| -------- | --------------- | ---- | --------- | -------------- | -------------- | -------------- | -------------- | -------------- | -------------- | -------------- | ------------ | -------------- | ----- | -------------- | -------- | -------------- | ------ |
| 1ª       | Italia 1        | 2016 | autunno   |                |                |                |                |                |                |                | Prima serata | 1 306 000      | 6,10% | 1 442 000      | 6,90%    | 1 289 000      | 6,50%  |
| 2ª       | Italia 1        | 2017 | primavera |                |                |                | 1 211 000      | 5,99%          | 1 408 000      | 6,78%          | Prima serata | 1 035 000      | 5,30% |                |          |                |        |